# Rhyparochromus vulgaris
Rhyparochromus vulgaris är en insektsart som först beskrevs av Friedrich von Schilling 1829. Enligt Catalogue of Life ingår Rhyparochromus vulgaris i släktet Rhyparochromus och familjen Rhyparochromidae, men enligt Dyntaxa är tillhörigheten istället släktet Rhyparochromus och familjen fröskinnbaggar. Arten är reproducerande i Sverige. Inga underarter finns listade i Catalogue of Life.

## Bildgalleri

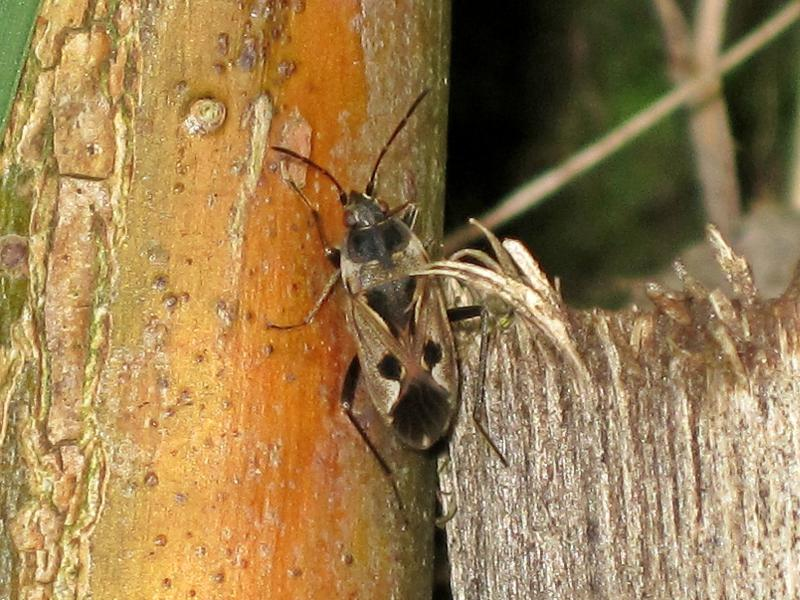
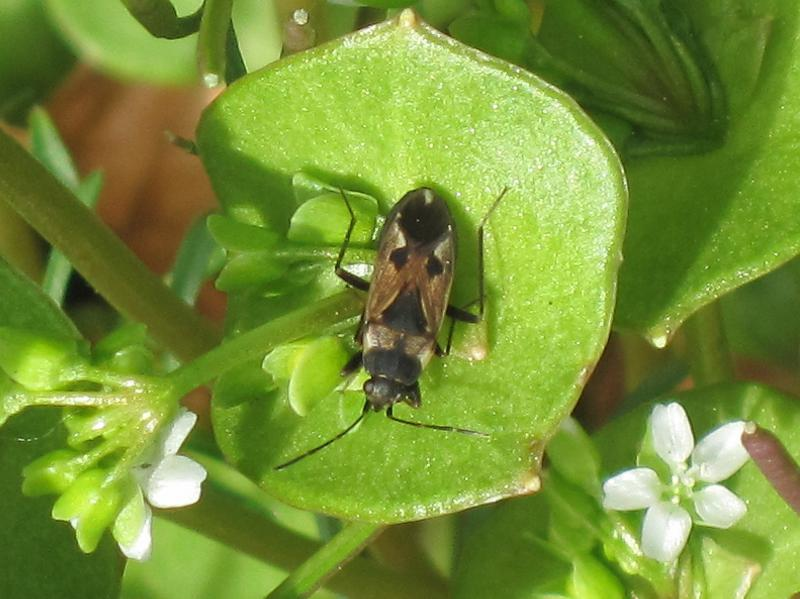
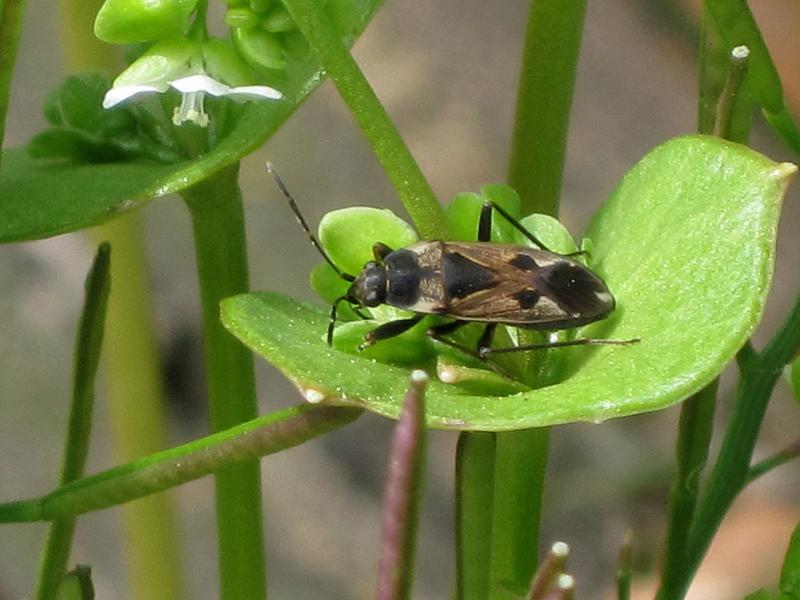
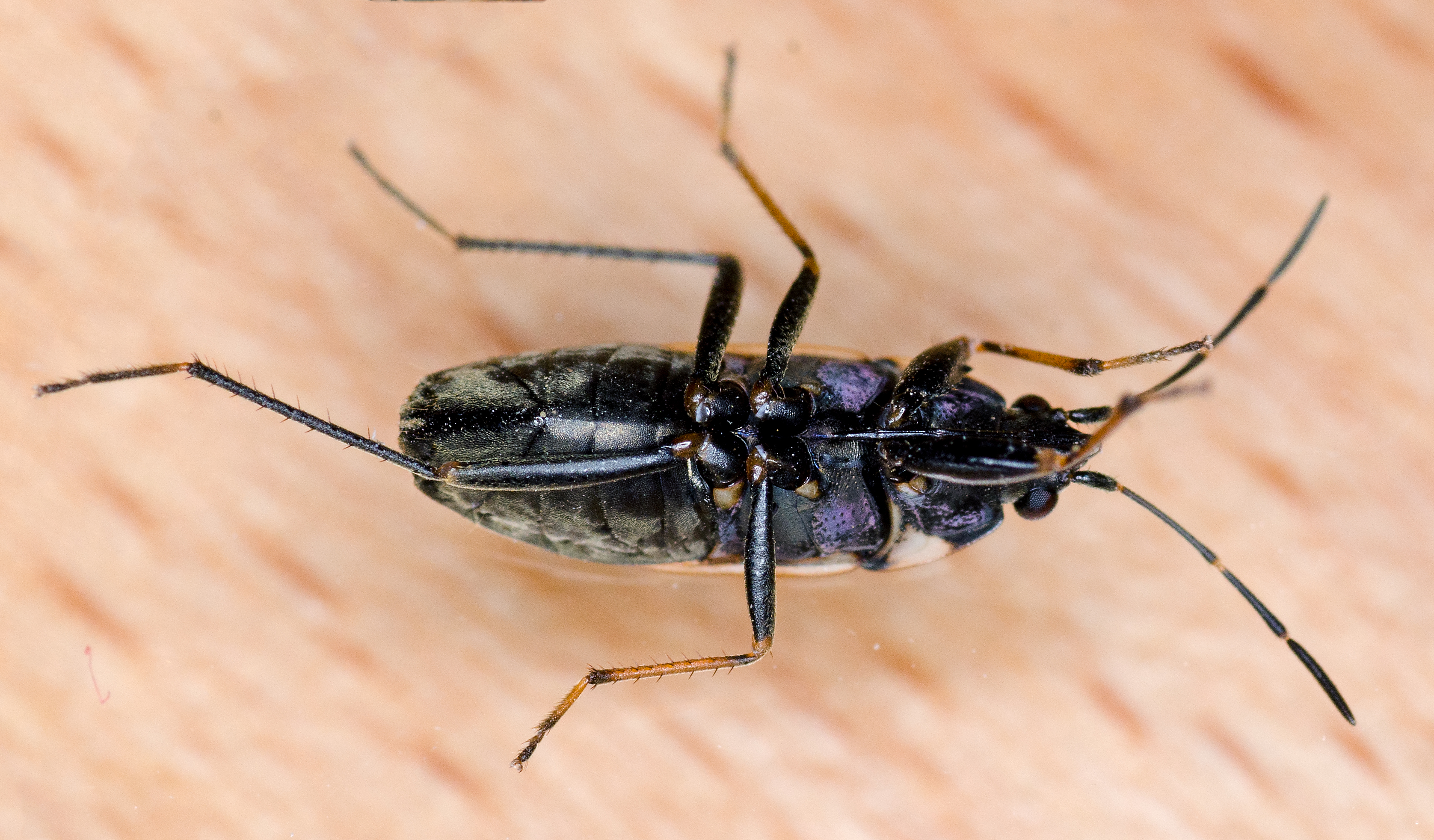
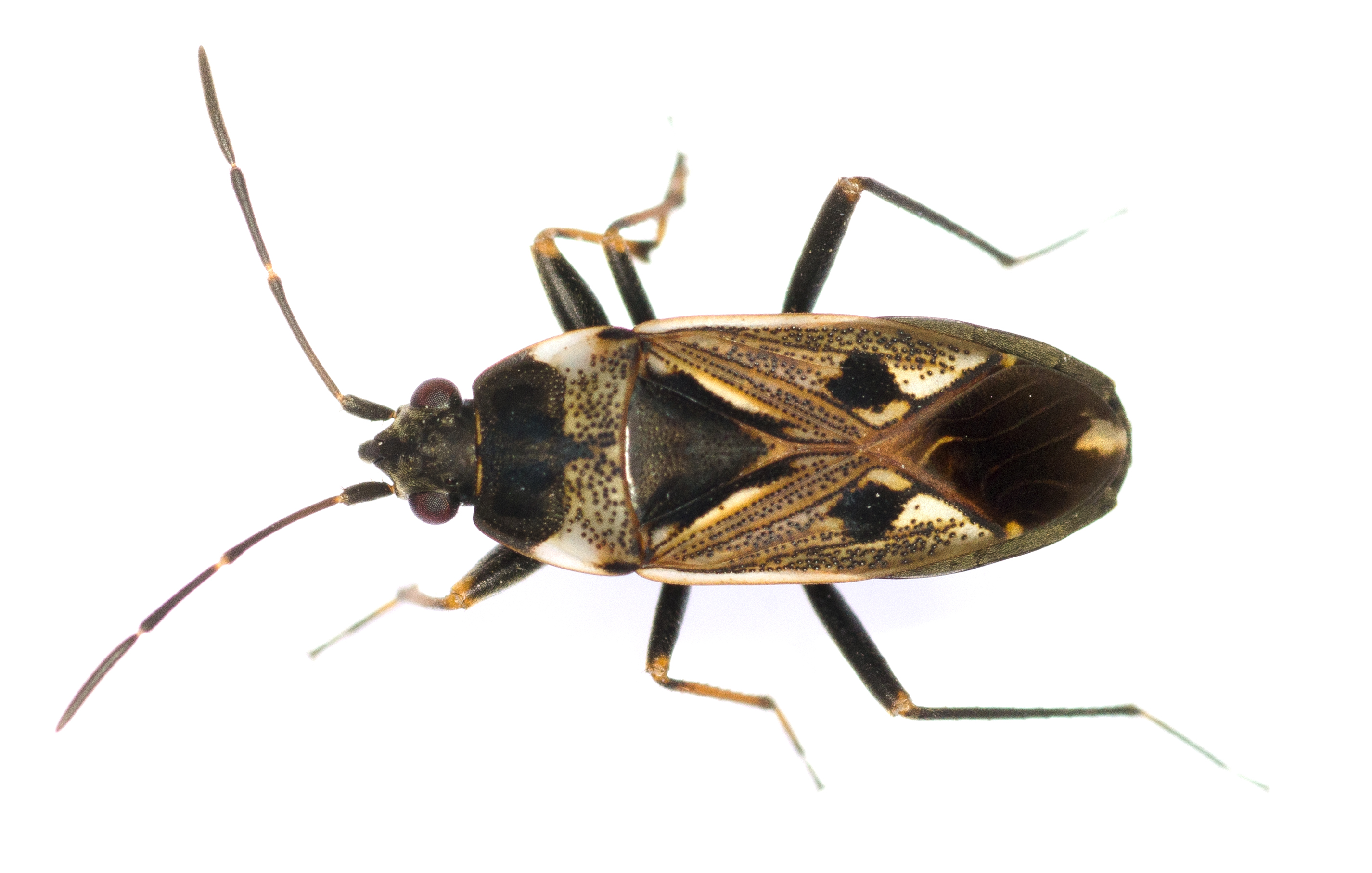
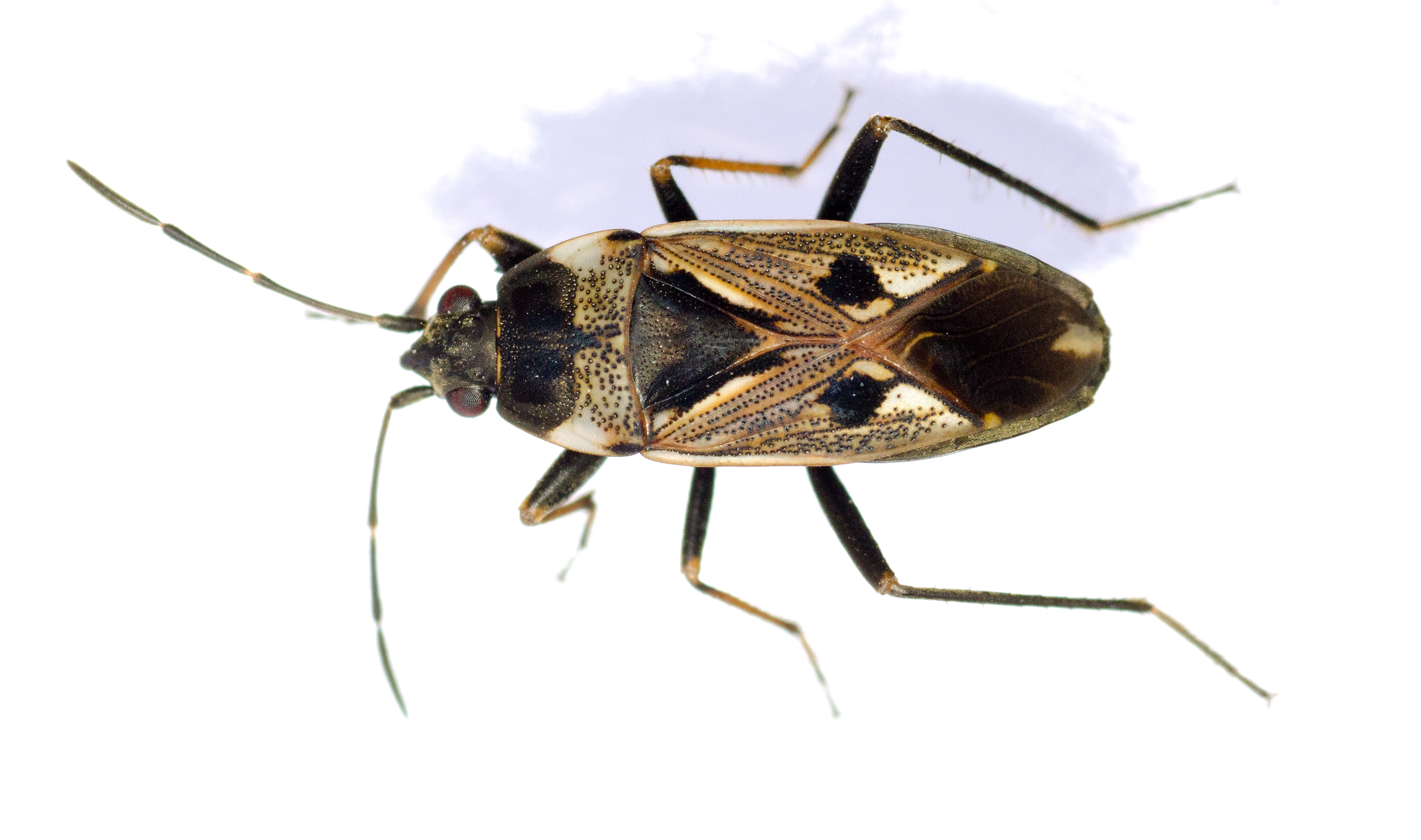